# Gommecourt, Yvelines
Gommecourt là một xã thuộc tỉnh Yvelines, trong vùng Île-de-France, Pháp, cự ly khoảng 20 km về phía tây bắc của Mantes-la-Jolie.
Người dân địa phương trong tiếng Pháp gọi là Gommecourtois.
Các xã giáp ranh: Limetz-Villez về phía tây, de Gasny và Sainte-Geneviève-lès-Gasny về phía bắc và La Roche-Guyon về phía đông. 

## Thông tin nhân khẩu
| 1793 | 1800 | 1806 | 1821 | 1831 | 1836 | 1841 | 1846 | 1851 |
| ---- | ---- | ---- | ---- | ---- | ---- | ---- | ---- | ---- |
| 691  | 702  | 749  | 741  | 705  | 689  | 668  | 615  | 581  |

| 1856 | 1861 | 1866 | 1872 | 1876 | 1881 | 1886 | 1891 | 1896 |
| ---- | ---- | ---- | ---- | ---- | ---- | ---- | ---- | ---- |
| 540  | 552  | 523  | 511  | 488  | 451  | 454  | 447  | 438  |

| 1901 | 1906 | 1911 | 1921 | 1926 | 1931 | 1936 | 1946 | 1954 |
| ---- | ---- | ---- | ---- | ---- | ---- | ---- | ---- | ---- |
| 432  | 423  | 393  | 377  | 380  | 360  | 318  | 340  | 354  |

| 1962                                         | 1968 | 1975 | 1982 | 1990 | 1999 | - | - | - |
| -------------------------------------------- | ---- | ---- | ---- | ---- | ---- | - | - | - |
| 394                                          | 376  | 405  | 454  | 559  | 567  | - | - | - |
| Số liệu kể từ 1962 : dân số không tính trùng |      |      |      |      |      |   |   |   |

## Hành chính
| Danh sách các thị trưởng               |           |                |      |         |
| Giai đoạn                              | Giai đoạn | Tên            | Đảng | Tư cách |
| tháng 3 năm 2001                       | 2008      | Jacques Guérin |      |         |
| Tất cả các dữ liệu trước đây không rõ. |           |                |      |         |